# Europcar

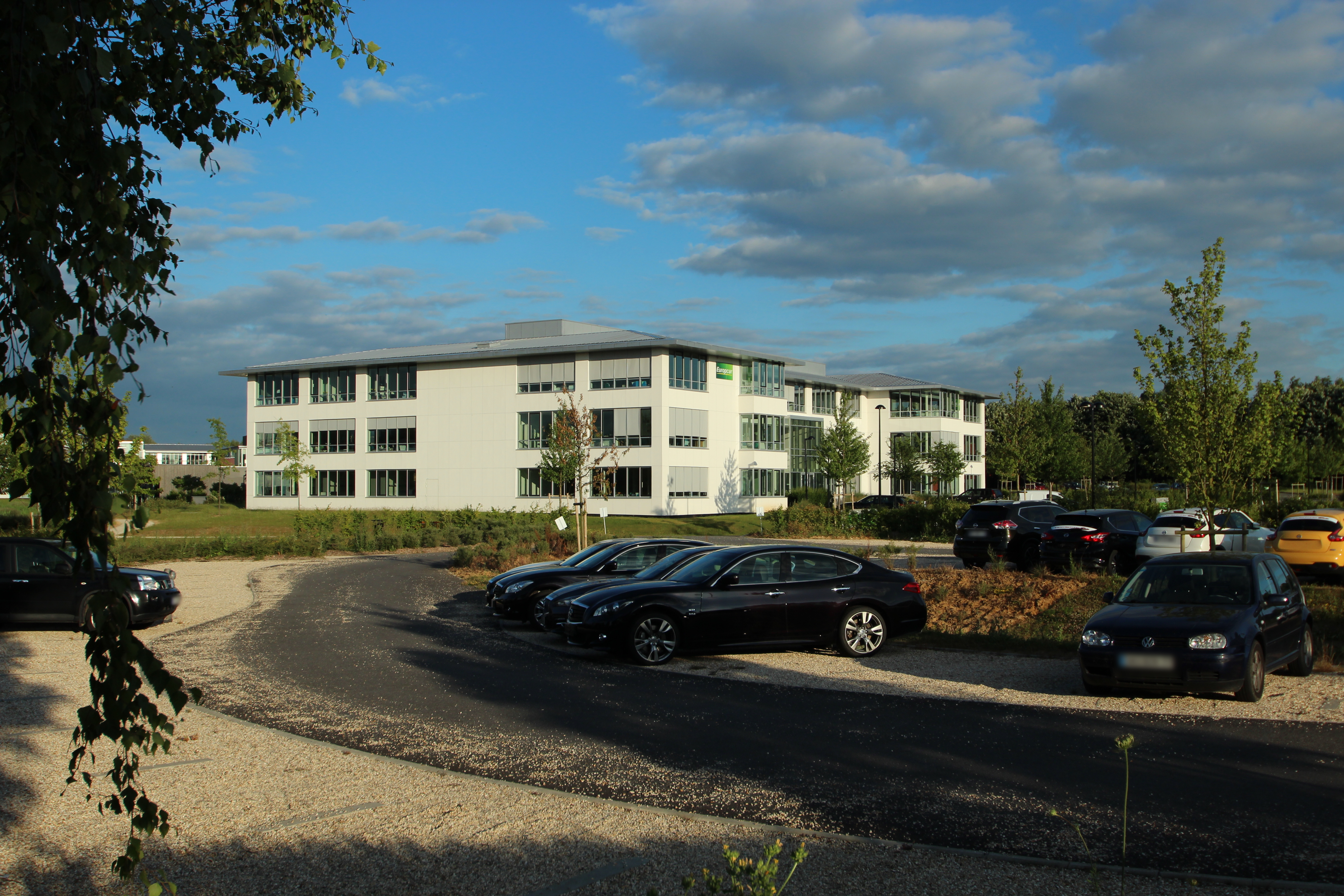
Budynek zarządu Europcar – Voisins-le-Bretonneux

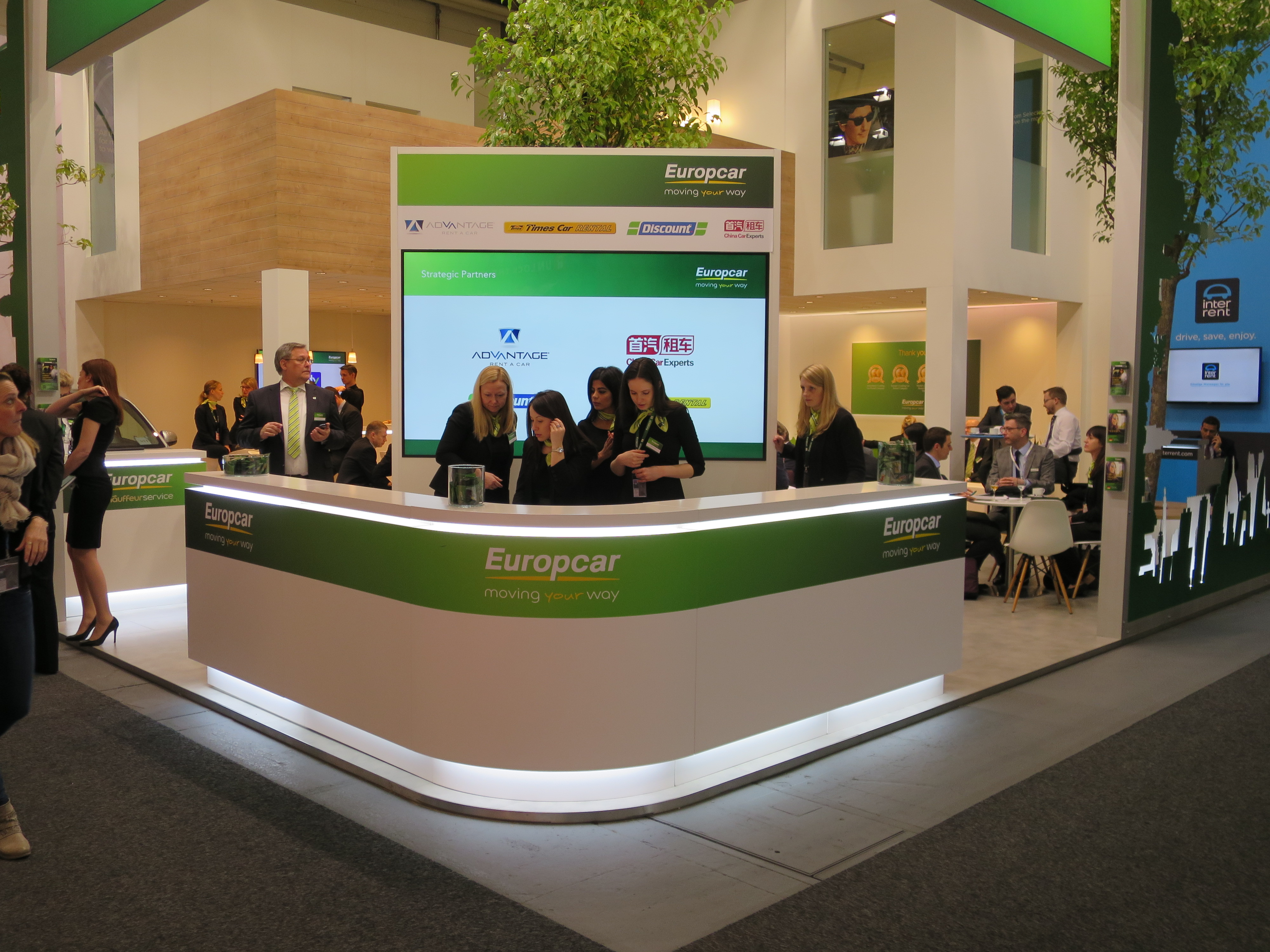
Europcar na ITB Berlin 2017

Europcar – wypożyczalnia samochodów będąca w posiadaniu francuskiego koncernu Eurazeo. Siedziba znajduje się na Immeuble Les Quadrants w Saint Quentin en Yvelines we Francji.
Powstała w 1949 roku w Paryżu. Dziś zarządza flotą ponad 200 tysięcy pojazdów w 2825 lokalizacjach, 143 krajach Europy, Obu Ameryki, Afryki oraz Azji. Mimo swojego globalnego charakteru, marka ta jest najlepiej rozpoznawana na terenie starego kontynentu, w szczególności we Francji, Niemczech oraz Zjednoczonym Królestwie. Głównym odbiorcą usług Europcar są klienci biznesowi.
Firma została nabyta przez Eurazeo po wykupieniu z grupy Volkswagena. Sprzedaż marki była elementem cięcia kosztów w strukturach Volkswagena. Ostatecznie sfinalizowano sprzedaż w dniu 1 Czerwca 2006 roku.